# De Biolley

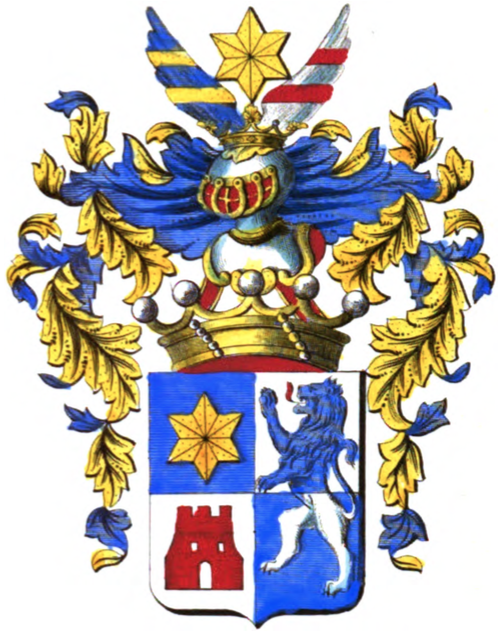
Geslachtswapen

De Biolley (ook De Biolley du Ry van Steelant) is een geslacht waarvan leden vanaf 1769 behoorden tot de adel van het Heilige Roomse Rijk en sinds 1843 behoren tot de Belgische adel.

## Geschiedenis
De bewezen stamreeks gaat terug tot Raymond Biolley die in 1582 voor het eerst wordt vermeld in een notariële akte in Sallanches. Op 5 januari 1769 werden nakomelingen, drie broers, verheven tot ridder van het Heilige Roomse Rijk. Op 4 april 1843 werd senator Raymond de Biolley (1789-1846) verheven in de Belgische erfelijke adel met de titel van burggraaf, overdraagbaar op alle mannelijke afstammelingen; op 31 mei 1843 werd diens broer Edouard de Biolley (1790-1851), eerste schepen van Verviers, verheven in de Belgische erfelijke adel; en op 18 mei 1921 werd aan een kleinzoon van de laatste, jhr. Jean de Biolley (1867-1930), de titel van burggraaf verleend, overdraagbaar bij eerstgeboorte.

## Wapenbeschrijvingen
- 1769: "Videlicet scutum oblonge quadratum inferius in cuspidem desinens, perpendiculariter et horizontaliter in quatuor aequales areas sive quadraturas sectum, atque in harum prima sive dextra superiore stellam auream in area caerulea, et in tertia sive dextra inferiore turrim rubram in area argentea, in sinistra vero scuti parte horizontaliter secta leonem erectum cum lingua rubra, alternantis cum areis tincturae, ita, ut in quadratura sive area superiore argentea, media seu pars leonis superior caeruleae, in inferiore autem area caerulea pars leonis inferior argenteae sit tincturae. Scuto corona comitum sive novem globulis argenteis insignita coronato imminet galea caerulea, aperta, clathrata, cum appenso monili aureo, ac imposita corona ducali. Tegumenta galeae sive laciniae sunt folia expansa sinuosa aurei ac caerulei coloris. Telamones denique sunt duo gryphi aurei lingua rubra exserta, cum vexillis eadem, quae in scuti quadratura prima, figura ac tinctura insignitis."
- 4 april 1843: "Ecartelé, au premier d'azur, à l'étoile à six rais d'or, au troisième d'argent, à la tour crénelée de gueules, ouverte et [ajourée] d'argent, au deuxième d'argent et au quatrième d'azur, au lion de l'un dans l'autre, armé et lampassé de gueules. L'écu timbré de la couronne de vicomte, sommé d'un heaume d'argent, couronné, colleté, grillé et liseré d'or, fourré et attaché de gueules, aux hachements d'azur et d'or. Cimier: l'étoile de l'écu, entre un vol à dextre d'azur, chargé de deux fasces d'or, et à senestre d'argent, chargé de deux fasces de gueules. Supports: deux griffons d'or, armés et lampassés de gueules, la queue basse, tenant chacun une bannière du premier quartier, fûtée, houppée et frangée d'or."
- 31 mei 1843: "Het schild beschreven zoals in de voorgaande open brieven. L'écu surmonté de la couronne à cinq perles, sommé d'un heaume d'argent, couronné, colleté, grillé et liseré d'or, fourré et attaché de gueules, aux hachements d'azur et d'or. Cimier: l'étoile de l'écu, entre un vol à dextre d'azur, chargé de deux fasces d'or, et à senestre d'argent, chargé de deux fasces de gueules."
- 1921: "Gevierendeeld, het eerste van lazuur, met een ster van zes stralen van goud, het derde van zilver, met den toren van keel, geopend en verlicht, het tweede van zilver en het vierde van lazuur, met de leeuw van het één in het andere, genageld en getongd van keel. Het schild getopt voor den titularis met eene kroon van burggraaf, en gehouden door twee grijpvogels van goud, geklauwd en getongd van keel, houdende elk een banier met de wapens van het eerste kwartier, met stam, kwasten en franjes van goud. Het schild overtopt voor [de] andere nakomelingen met een helm van zilver, gekroond, getralied, gehalsband en omboord van go[u]d, gevoerd en vastgehecht van keel, met dekkleeden van zilver en lazuur. Helmteeken: de ster van het schild, tusschen een vlucht rechts van lazuur, beladen met twee fazen van goud, en links van zilver, beladen met twee fazen van keel."

## Geneaologie
- François de Sales Biolley (1751-1826)
  - Raymond burggraaf de Biolley (1789-1846), industrieel, lid van de Provinciale Staten van Luik en senator; trouwde in 1817 met Marie-Isabelle Simonis (1799-1865), dochter van Iwan Simonis, industrieel
    - Marie-Anne de Biolley (1822-1859); trouwde in 1840 met graaf Theodoor de T'Serclaes de Wommersom (1809-1880), districtscommissaris, arrondissementscommissaris, provincieraadslid van Brabant en Oost-Vlaanderen, diplomaat, volksvertegenwoordiger, gouverneur van Limburg en gouverneur van Oost-Vlaanderen en burgemeester van Wommersom
    - Armande (Claire) de Biolley (1824-1885); trouwde in 1847 met graaf Ignace van der Straten Ponthoz (1814-1899), generaal-majoor en vleugeladjudant van de koning, zoon van Louis van der Straten Ponthoz, lid van de Provinciale Staten van Luxemburg en senator
    - Emmanuel burggraaf de Biolley (1829-1892), stamvader van de eerste linie, industrieel, provincieraadslid van Luik, gemeenteraadslid van Verviers en senator
      - Françoise (Isabelle) de Biolley (1857-1950), trouwde in 1878 met Raymond de Grand'Ry (1852-1905), zoon van Jules de Grand'Ry, burgemeester van Eupen
      - Raymond burggraaf de Biolley (1866-1937), gemeenteraadslid van Verviers, provincieraadslid van Luik en volksvertegenwoordiger, trouwde in 1903 in met Marie-Josèphe de Ramaix (1879-1952), dochter van jhr. Maurice de Ramaix, diplomaat, industrieel, volksvertegenwoordiger en senator
        - Maurice burggraaf de Biolley (1904-1943)
          - Christian burggraaf de Biolley (1930-2018)
            - Philippe burggraaf de Biolley (1961), chef de famille

    - Joseph burggraaf de Biolley (1836-1885), stamvader van de tweede linie
      - Joseph burggraaf de Biolley (1877-1941); trouwde in 1907 in met barones Anne-Marie de Bethune (1886-1918), dochter van baron Léon de Bethune, diplomaat, schepen van Aalst en volksvertegenwoordiger
      - René burggraaf de Biolley (1880-1935), griffier van de Senaat
        - Marc-René burggraaf de Biolley du Ry van Steelant (1910-1994), in 1947 geadopteerd door Gabrielle du Ry van Steelant waarna hij en diens nageslacht de naam De Biolley du Ry van Steelant voeren
        - Jacques burggraaf de Biolley du Ry van Steelant (1911-1990), in 1947 geadopteerd door Gabrielle du Ry van Steelant waarna hij en diens nageslacht de naam De Biolley du Ry van Steelant voeren

  - Jhr. Edouard de Biolley (1790-1851), eerste schepen van Verviers, stamvader van de derde linie
  - Clary Biolley (1793-1862), richtte in Verviers een school voor arme meisjes op

## Gebouwen en monumenten

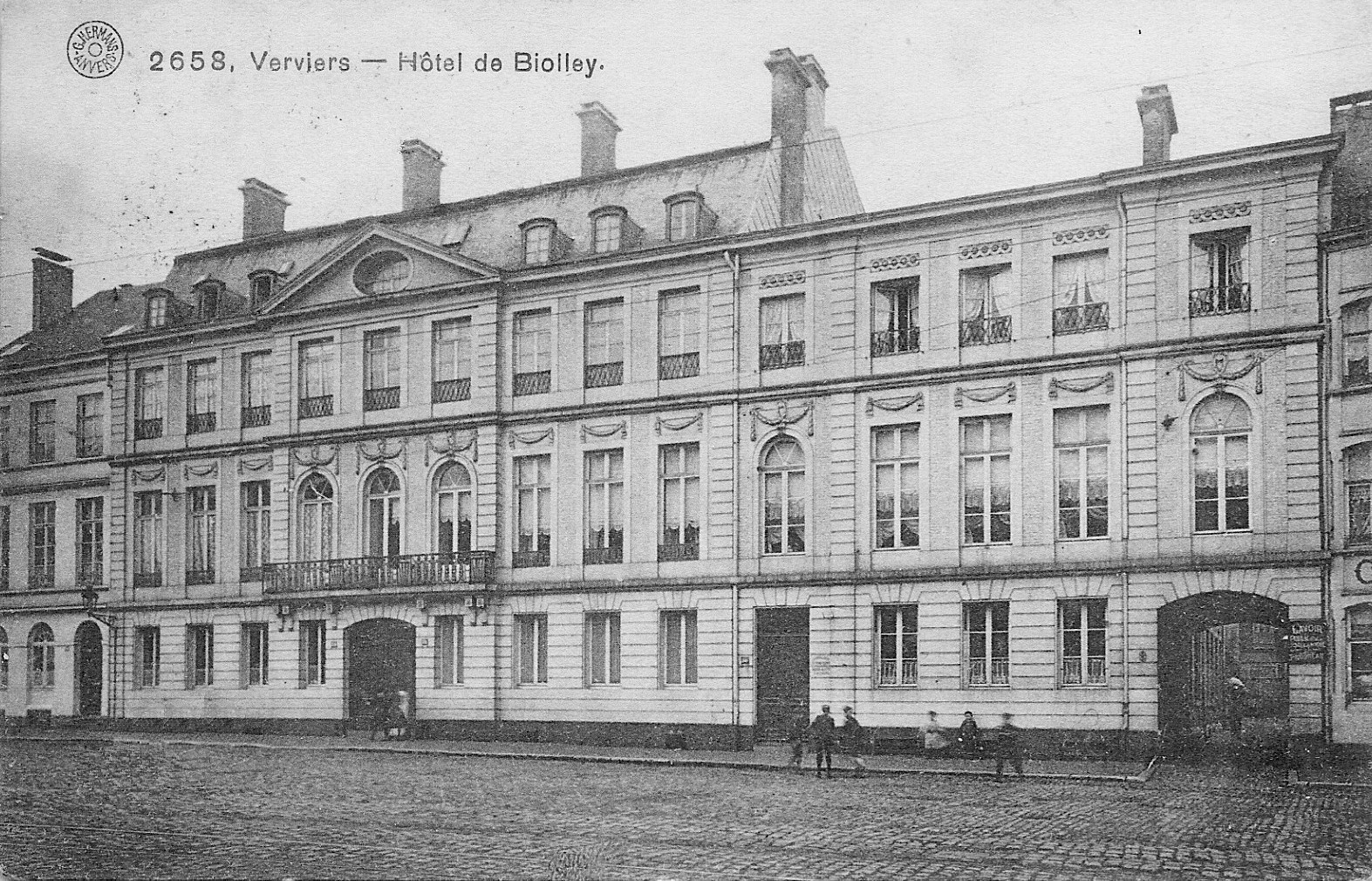
Herenhuis de Biolley, Sommelevilleplaats.
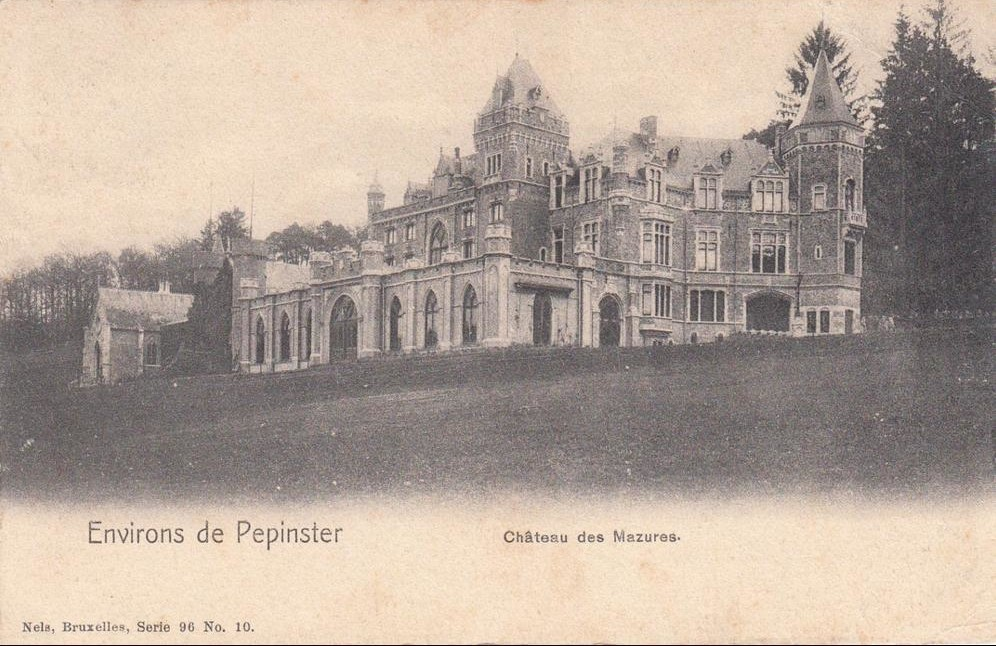
Kasteel van Mazures
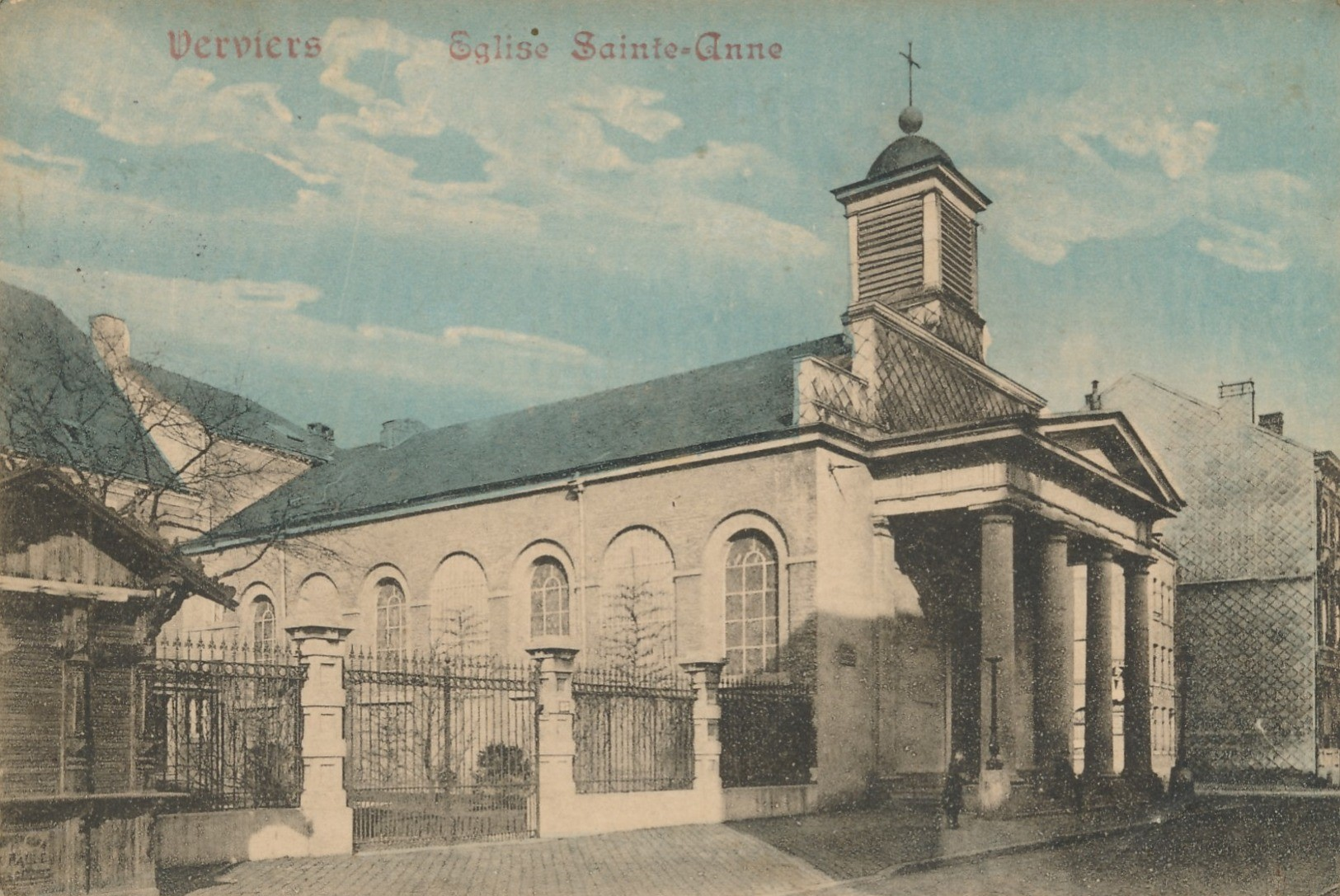
Sint-Anna kapel
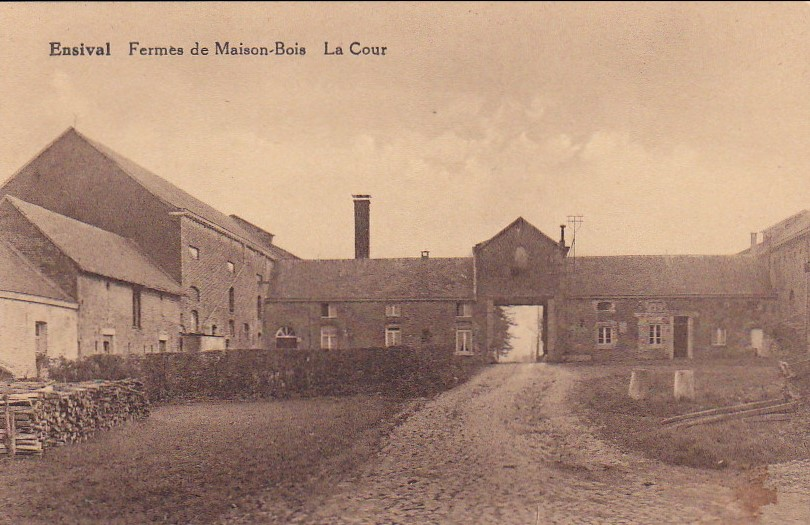
Maison-Bois hoeve in Ensival.

## Adellijke allianties
- De Moffarts (1855), De Donnea (1865), Cossée de Semeries (1890), Moretus (1900), De Ramaix (1903), T'Serstevens (1909 en 2006), De T'Serclaes de Wommersom (1910), Van der Straten Ponthoz (1920), De Corswarem (1921), De Villenfagne de Vogelsanck (1923), de Le Hoye (1896 en 1926), De Loën d'Enschedé (1928), Verhaegen (1928), Forgeur (1930), Van der Meerschen (1930), De Jacquier de Rosée (1932 en 1933), De Bernard de Fauconval (1935), De Harenne (1938), Le Maistre d'Anstaing (1940 en 1980), De Burlet (1948), De Limbourg (1949), Van Pottelsberghe de la Potterie (1950 en 2017), De Schaetzen (1951), Cogels (1952), De Bernard de Fauconval de Deuken (1953), De Gruben (1954), Gilliot (1955), De Thysebaert (1955), De Wasseige (1956), Dumont de Chassart (1957), Peers de Nieuwburgh (1957), De Macar (1958, 1962 en 1970), Lagasse de Locht (1959), Holvoet (1960), Van Lamsweerde (1960, Nederlandse adel), De Selliers de Moranville (1962), Simonis (1963), De Goussencourt (1966), Grisard de la Rochette (1966), Geelhand de Merxem (1967), Gillès de Pélichy (1967), De la Vallée Poussin (1967), Del Marmol (1968 en 1986), De Dorlodot (1970 en 2012), De Decker de Brandeken (1974), De Briey (1967), Gourlez de la Motte (1973), De Lovinfosse (1975), De Sadeleer (1978), Della Faille d'Huysse (1980), De Viron (1982), Van Havre (1986), De Villegas de Saint Pierre Jette (1986), Wirtz (1990), Massange de Collombs (1991), De Brabandère (1994), De la Tour d'Auvergne Lauraguais (1994, Franse adel), De Pierpont (1995), D'Ursel (1995), D'Aspremont Lynden (1999), De Broqueville (2000), De Grand Ry (2009), D'Udekem d'Acoz (2010), De Cartier d'Yves (2013), Van Zuylen van Nyevelt (2013)